# Condado de Cheyenne (Kansas)
O Condado de Cheyenne é um dos 105 condados do estado americano de Kansas. A sede do condado é St. Francis, e sua maior cidade é St. Francis. O condado tem uma área de 2644 km² (dos quais 2 km² estão cobertos por água), uma população de 3165 habitantes, e uma densidade populacional de 1 hab/km² (segundo o censo nacional de 2000). O condado foi fundado em 20 de março de 1873.